# Wereldkampioenschap hockey vrouwen 1998
Het wereldkampioenschap hockey voor vrouwen werd in 1998 in het Nederlandse Utrecht gehouden in Stadion Galgenwaard. Het toernooi werd georganiseerd door de FIH en duurde van 20 tot en met 31 juli. Twaalf landen deden mee. De Australische hockeyploeg won de wereldtitel. Voor het eerst werd gelijktijdig het titeltoernooi voor de mannen gehouden

## Kwalificatie
Naast het gastland waren de beste vijf landen van het vorige wereldkampioenschap waren direct geplaatst. De overige zes landen, Zuid-Afrika, Nieuw-Zeeland, Schotland, India, Engeland en China, plaatsten zich via de Intercontinental Cup 1997.

## Groepsindeling
| Groep A                                                          | Groep B                                                      |
| ---------------------------------------------------------------- | ------------------------------------------------------------ |
| Australië China Duitsland Schotland Verenigde Staten Zuid-Afrika | Argentinië Engeland India Nederland Nieuw-Zeeland Zuid-Korea |

## Uitslagen

### Eerste ronde
De twaalf landen werden in twee groepen gedeeld. De nummers 1 en 2 speelden de halve finales. De nummers 3 en 4 speelden om de plaatsten 5 t/m 8 en de overige landen om plaatsen 9 t/m 12.
Groep A
| Team             | GS | W | G | V | DV | DT | DS | Ptn |
| ---------------- | -- | - | - | - | -- | -- | -- | --- |
| Australië        | 15 | 5 | 5 | 0 | 0  | 26 | 4  | +22 |
| Duitsland        | 12 | 5 | 4 | 0 | 1  | 13 | 8  | +5  |
| Zuid-Afrika      | 6  | 5 | 2 | 0 | 3  | 11 | 14 | −3  |
| Verenigde Staten | 6  | 5 | 2 | 0 | 3  | 9  | 14 | −5  |
| Schotland        | 6  | 5 | 2 | 0 | 3  | 6  | 11 | −5  |
| China            | 0  | 5 | 0 | 0 | 5  | 4  | 18 | −14 |

| 20 maart 12:35 |       |                                                 |                                                      |
| Schotland      | 0 – 5 | Australië                                       | Scheidsrechters: Jane Nockolds (GBR) Lee Mi-Ok (KOR) |
|                |       | Langham 18' Towers 24' Powell 45', 65' Anna 48' | Scheidsrechters: Jane Nockolds (GBR) Lee Mi-Ok (KOR) |

| 20 maart 16:05  |       |                   |                                                             |
| Zuid-Afrika     | 2 – 1 | China             | Scheidsrechters: Miriam van Gemert (NED) Laura Crespo (ARG) |
| Coetzee 6', 50' |       | Tang Chunling 70' | Scheidsrechters: Miriam van Gemert (NED) Laura Crespo (ARG) |

| 20 maart 20:05                                                        |       |                  |                                                       |
| Duitsland                                                             | 5 – 1 | Verenigde Staten | Scheidsrechters: Lynn Farrell (NZL) Gill Clarke (GBR) |
| Becker 29' (sb) Keller 32' Reiter 35' Ernsting-Krienke 39' Möller 67' |       | Lucas 46'        | Scheidsrechters: Lynn Farrell (NZL) Gill Clarke (GBR) |

| 22 maart 12:35                                       |       |                                       |                                                        |
| Duitsland                                            | 4 – 3 | Zuid-Afrika                           | Scheidsrechters: Jane Nockolds (GBR) Renée Cohen (NED) |
| Ernsting-Krienke 5' Cremer 8' Lätzsch 32' Keller 41' |       | Cormack 12' Coetzee 30' (sb) Dare 33' | Scheidsrechters: Jane Nockolds (GBR) Renée Cohen (NED) |

| 22 maart 13:35      |       |                    |                                                      |
| Verenigde Staten    | 2 – 1 | Schotland          | Scheidsrechters: Naomi Kato (JPN) Laura Crespo (ARG) |
| Barber 2' Fuchs 41' |       | MacDonald 56' (sb) | Scheidsrechters: Naomi Kato (JPN) Laura Crespo (ARG) |

| 22 maart 15:05                                                       |       |                   |                                                            |
| Australië                                                            | 7 – 1 | China             | Scheidsrechters: Miriam van Gemert (NED) Gill Clarke (GBR) |
| Annan 5', 56' (sb) Towers 16', 23' Langham 24' Mitchell-Taverner 50' |       | Tang Chunling 65' | Scheidsrechters: Miriam van Gemert (NED) Gill Clarke (GBR) |

| 24 maart 11:05                                                       |       |                  |                                                       |
| Australië                                                            | 6 – 1 | Verenigde Staten | Scheidsrechters: Renée Cohen (NED) Laura Crespo (ARG) |
| Smith 29' Toers 30' Langham 32' Michelle-Taverner 36' Annan 51' (sb) |       | Vizzuso 43'      | Scheidsrechters: Renée Cohen (NED) Laura Crespo (ARG) |

| 24 maart 12:05 |       |                               |                                                          |
| China          | 1 – 3 | Duitsland                     | Scheidsrechters: Angela Lario Ruiz (ESP) Lee Mi-Ok (KOR) |
| Li Juan 27'    |       | Kauschke 16' Klecker 65', 68' | Scheidsrechters: Angela Lario Ruiz (ESP) Lee Mi-Ok (KOR) |

| 24 maart 14:35        |       |                               |                                                            |
| Zuid-Afrika           | 2 – 3 | Schotland                     | Scheidsrechters: Lyn Farrell (NZL) Miriam van Gemert (NED) |
| Coetzee 39', 48' (sb) |       | Gilmour 7' MacDonald 18', 40' | Scheidsrechters: Lyn Farrell (NZL) Miriam van Gemert (NED) |

| 26 maart 12:35                |       |                  |                                                      |
| Schotland                     | 2 – 1 | China            | Scheidsrechters: Renée Cohen (NED) Lyn Farrell (NZL) |
| Fraser 16' MacDonald 53' (sb) |       | Chen Zhaoxia 35' | Scheidsrechters: Renée Cohen (NED) Lyn Farrell (NZL) |

| 26 maart 13:35   |       |                       |                                                          |
| Verenigde Staten | 1 – 2 | Zuid-Afrika           | Scheidsrechters: Miriam van Gemert (NED) Lee Mi-Ok (KOR) |
| Lucas 38'        |       | Coetzee 35', 46' (sb) | Scheidsrechters: Miriam van Gemert (NED) Lee Mi-Ok (KOR) |

| 26 maart 15:05 |       |                                  |                                                        |
| Duitsland      | 0 – 3 | Australië                        | Scheidsrechters: Gill Clarke (GBR) Jane Nockolds (GBR) |
|                |       | Langham 21' Starre 46' Annan 66' | Scheidsrechters: Gill Clarke (GBR) Jane Nockolds (GBR) |

| 27 maart 13:35 |       |                          |                                                           |
| China          | 0 – 4 | Verenigde Staten         | Scheidsrechters: Jane Nockolds (GBR) Kazuko Yasueda (JPN) |
|                |       | James 18', 21', 42', 54' | Scheidsrechters: Jane Nockolds (GBR) Kazuko Yasueda (JPN) |

| 27 maart 17:35                                 |       |                          |                                                        |
| Australië                                      | 5 – 2 | Zuid-Afrika              | Scheidsrechters: Hu Youfang (CHN) Gina Spitaleri (ITA) |
| Powell 6' Langham 29' Mott 31', 67' Hawkes 56' |       | Agliotti 43' Wessels 62' | Scheidsrechters: Hu Youfang (CHN) Gina Spitaleri (ITA) |

| 27 maart 18:35 |       |                 |                                                     |
| Schotland      | 0 – 1 | Duitsland       | Scheidsrechters: Lee Mi-Ok (KOR) Laura Crespo (ARG) |
|                |       | Keller 27' (sb) | Scheidsrechters: Lee Mi-Ok (KOR) Laura Crespo (ARG) |

Groep B
| Team          | GS | W | G | V | DV | DT | DS | Ptn |
| ------------- | -- | - | - | - | -- | -- | -- | --- |
| Nederland     | 13 | 5 | 4 | 1 | 0  | 13 | 5  | +8  |
| Argentinië    | 13 | 5 | 4 | 1 | 0  | 12 | 7  | +5  |
| Zuid-Korea    | 9  | 5 | 3 | 0 | 2  | 13 | 11 | +2  |
| Nieuw-Zeeland | 6  | 5 | 2 | 0 | 3  | 10 | 11 | −1  |
| Engeland      | 3  | 5 | 1 | 0 | 4  | 8  | 12 | −4  |
| India         | 0  | 5 | 0 | 0 | 5  | 4  | 14 | −10 |

| 20 maart 13:35 |       |            |                                                     |
| India          | 0 – 1 | Engeland   | Scheidsrechters: Renée Chatas (USA) Ute Conen (GER) |
|                |       | Wright 19' | Scheidsrechters: Renée Chatas (USA) Ute Conen (GER) |

| 20 maart 15:05      |       |                    |                                                         |
| Argentinië          | 2 – 1 | Zuid-Korea         | Scheidsrechters: Gina Spitaleri (ITA) Renée Cohen (NED) |
| Oñeto 18' Gulla 35' |       | Choi Kwan-Sook 14' | Scheidsrechters: Gina Spitaleri (ITA) Renée Cohen (NED) |

| 20 maart 17:35               |       |               |                                                          |
| Nederland                    | 2 – 1 | Nieuw-Zeeland | Scheidsrechters: Peri Buckley (AUS) Kazuko Yasueda (JPN) |
| Thate 32' Van der Wielen 57' |       | Bell-Kake 13' | Scheidsrechters: Peri Buckley (AUS) Kazuko Yasueda (JPN) |

| 21 maart 15:05                        |       |                       |                                                        |
| Nederland                             | 3 – 2 | Engeland              | Scheidsrechters: Gina Spitaleri (ITA) Naomi Kato (JPN) |
| Van den Boogaard 20', 63' Deiters 67' |       | Wright 18' Miller 29' | Scheidsrechters: Gina Spitaleri (ITA) Naomi Kato (JPN) |

| 21 maart 16:05          |       |               |                                                      |
| Argentinië              | 2 – 1 | India         | Scheidsrechters: Hu Youfang (CHN) Peri Buckley (AUS) |
| Pando 28' MacKenzie 52' |       | Kaur 16' (sb) | Scheidsrechters: Hu Youfang (CHN) Peri Buckley (AUS) |

| 21 maart 18:35                                                                       |       |                                              |                                                              |
| Zuid-Korea                                                                           | 5 – 4 | Nieuw-Zeeland                                | Scheidsrechters: Jean Buchanan (RSA) Angela Ruiz Lario (ESP) |
| Choi Mi-Soon 54' Kim Myung-Ok 56' Kim Eun-Jin 62' Kim Soo-Jung 63' Lee Eun-Young 69' |       | Smith 1' Pearce 9' Lawrence 16' Matthews 39' | Scheidsrechters: Jean Buchanan (RSA) Angela Ruiz Lario (ESP) |

| 23 maart 11:05 |       |             |  |
| Nieuw-Zeeland  | 2 – 1 | India       |  |
| niet bekend    |       | niet bekend |  |

| 23 maart 12:05 |       |             |  |
| Engeland       | 2 – 4 | Argentinië  |  |
| niet bekend    |       | niet bekend |  |

| 23 maart 16:05   |       |            |                                                          |
| Nederland        | 1 – 0 | Zuid-Korea | Scheidsrechters: Angela Lario Ruiz (ESP) Ute Conen (GER) |
| Van de Kieft 52' |       |            | Scheidsrechters: Angela Lario Ruiz (ESP) Ute Conen (GER) |

| 25 maart 12:35 |       |                                                      |                                                          |
| Engeland       | 2 – 3 | Zuid-Korea                                           | Scheidsrechters: Peri Buckley (AUS) Kazuko Yasueda (JPN) |
| Miller 7', 52' |       | Kim Myung-Ok 15' Lee Eung-Young 29' Woo Hyun-Woo 42' | Scheidsrechters: Peri Buckley (AUS) Kazuko Yasueda (JPN) |

| 25 maart 13:35            |       |                |                                                       |
| Argentinië                | 2 – 1 | Nieuw-Zeeland  | Scheidsrechters: Gina Spitaleri (ITA) Ute Conen (GER) |
| MacKenzie 48' Rognoni 65' |       | Smith 20' (sb) | Scheidsrechters: Gina Spitaleri (ITA) Ute Conen (GER) |

| 25 maart 20:05                                            |       |       |                                                      |
| Nederland                                                 | 5 – 0 | India | Scheidsrechters: Renée Chatas (USA) Naomi Kato (JPN) |
| Boomgaardt 9' Deiters 25' Thate 28' (sb), 36' Smabers 38' |       |       | Scheidsrechters: Renée Chatas (USA) Naomi Kato (JPN) |

| 27 maart 11:35       |       |            |                                                           |
| Nieuw-Zeeland        | 2 – 1 | Engeland   | Scheidsrechters: Angela Lario Ruiz (ESP) Naomi Kato (JPN) |
| Senior 21' Smith 25' |       | Wright 67' | Scheidsrechters: Angela Lario Ruiz (ESP) Naomi Kato (JPN) |

| 27 maart 16:05                                             |       |               |                                                      |
| Zuid-Korea                                                 | 4 – 2 | India         | Scheidsrechters: Jean Buchanan (RSA) Ute Conen (GER) |
| Lee Eun-Young 6' Choi Kwan-Sook 32' Woo Hyun-Jung 57', 62' |       | Rani 49', 68' | Scheidsrechters: Jean Buchanan (RSA) Ute Conen (GER) |

| 27 maart 20:05        |       |                            |                                                       |
| Argentinië            | 2 – 2 | Nederland                  | Scheidsrechters: Gill Clarke (GBR) Peri Buckley (AUS) |
| Masotta 55' Oñeto 61' |       | Van de Kieft 32' Thate 39' | Scheidsrechters: Gill Clarke (GBR) Peri Buckley (AUS) |

### Kruisingswedstrijden
Om plaats 9-12
| 29 maart 13:35                                                |       |                                 |                                                       |
| Schotland                                                     | 5 – 3 | India                           | Scheidsrechters: Naomi Kato (JPN) Jean Buchanan (RSA) |
| Gilmour 20' Robertson 24' MacDonald 39' Grant 54' Simpson 63' |       | Bala 10' Tirkey 46' M. Kaur 66' | Scheidsrechters: Naomi Kato (JPN) Jean Buchanan (RSA) |

| 29 maart 16:05 |       |                              |                                                       |
| China          | 0 – 3 | Engeland                     | Scheidsrechters: Renée Chatas (USA) Lyn Farrell (NZL) |
|                |       | Sixsmith 14', 57' Miller 30' | Scheidsrechters: Renée Chatas (USA) Lyn Farrell (NZL) |

Om plaats 5-8
| 29 maart 12:35 |       |                                       |                                                    |
| Zuid-Afrika    | 1 – 3 | Nieuw-Zeeland                         | Scheidsrechters: Renée Cohen (NED) Ute Conen (GER) |
| Bee 61'        |       | Pearce 11' Bell-Kake 49' Lawrence 59' | Scheidsrechters: Renée Cohen (NED) Ute Conen (GER) |

| 29 maart 15:05   |       |                                     |                                                         |
| Verenigde Staten | 0 – 2 | Zuid-Korea                          | Scheidsrechters: Jane Nockolds (GBR) Peri Buckley (AUS) |
|                  |       | Choi Mi-Soon 4' Park Seung-Shin 33' | Scheidsrechters: Jane Nockolds (GBR) Peri Buckley (AUS) |

Halve finales
| 29 maart 17:35                      |       |                           |                                                                  |
| Australië                           | 4 – 2 | Argentinië                | Scheidsrechters: Miriam van Gemert (NED) Angela Ruiz Lario (ESP) |
| Annan 4', 51' Langham 9' Powell 56' |       | Masotta 37' MacKenzie 65' | Scheidsrechters: Miriam van Gemert (NED) Angela Ruiz Lario (ESP) |

| 29 maart 20:05                                   |       |           |                                                         |
| Nederland                                        | 6 – 1 | Duitsland | Scheidsrechters: Kazuko Yasueda (JPN) Gill Clarke (ENG) |
| Thate Van den Boogaard (2) Thate Donners Teeuwen |       | Lätzsch   | Scheidsrechters: Kazuko Yasueda (JPN) Gill Clarke (ENG) |

### Plaatsingswedstrijden
Om de 11e/12e plaats
| 30 maart 15:05    |       |                                                          |                                                    |
| India             | 2 – 4 | China                                                    | Scheidsrechters: Lyn Farrell (NZL) Ute Conen (GER) |
| Kullu 9' Devi 59' |       | Huang Junxia 17' Li Juan 19' Li Lije 26' Wang Jiuyan 32' | Scheidsrechters: Lyn Farrell (NZL) Ute Conen (GER) |

Om de 9e/10e plaats
| 30 maart 17:35 |       |                        |                                                     |
| Schotland      | 0 – 2 | Engeland               | Scheidsrechters: Peri Buckley (AUS) Lee Mi-Ok (KOR) |
|                |       | Sixsmith 15' Smith 29' | Scheidsrechters: Peri Buckley (AUS) Lee Mi-Ok (KOR) |

Om de 7e/8e plaats
| 30 maart 12:35   |                   |             |                                                          |
| Verenigde Staten | 0 – 0 nv 2 – 4 ns | Zuid-Afrika | Scheidsrechters: Gina Spitaleri (ITA) Renée Chatas (USA) |
|                  |                   |             | Scheidsrechters: Gina Spitaleri (ITA) Renée Chatas (USA) |

Om de 5e/6e plaats
| 30 maart 11:05                                                              |       |                               |                                                          |
| Zuid-Korea                                                                  | 4 – 3 | Nieuw-Zeeland                 | Scheidsrechters: Gina Spitaleri (ITA) Renée Chatas (USA) |
| Woo Hyun-Jung 15' Seung Shin-Oh 30' Lee Eun-Young 35' Choi Mi-Soon 59' (sb) |       | Smith 4' Foy 13' Matthews 55' | Scheidsrechters: Gina Spitaleri (ITA) Renée Chatas (USA) |

Om de 3e/4e plaats
| 31 maart 13:35 |       |                                          |                                                            |
| Argentinië     | 2 – 3 | Duitsland                                | Scheidsrechters: Renée Cohen (NED) Angela Lario Ruiz (ESP) |
| Oñeto 34', 55' |       | Kauschke 39' Dickenscheid 51' Möller 62' | Scheidsrechters: Renée Cohen (NED) Angela Lario Ruiz (ESP) |

Finale
| 31 maart 16:05         |       |                                  |                                                         |
| Nederland              | 2 – 3 | Australië                        | Scheidsrechters: Gill Clarke (ENG) Kazuko Yasueda (JPN) |
| Kuipers 1' Deiters 62' |       | Annan 22' Towers 24' Langham 56' | Scheidsrechters: Gill Clarke (ENG) Kazuko Yasueda (JPN) |

## Eindrangschikking
| rang   | land             |
| ------ | ---------------- |
| Goud   | Australië        |
| Zilver | Nederland        |
| Brons  | Duitsland        |
| 4      | Argentinië       |
| 5      | Zuid-Korea       |
| 6      | Nieuw-Zeeland    |
| 7      | Zuid-Afrika      |
| 8      | Verenigde Staten |
| 9      | Engeland         |
| 10     | Schotland        |
| 11     | China            |
| 12     | India            |

WK mannen:
1971 ·
1973 ·
1975 ·
1978 ·
1982 ·
1986 ·
1990 ·
1994 ·
1998 ·
2002 ·
2006 ·
2010 ·
2014 ·
2018 ·
2023 ·
2026
WK vrouwen:
1971 ·
1972 ·
1974 ·
1975 ·
1976 ·
1978 ·
1979 ·
1981 ·
1983 ·
1986 ·
1990 ·
1994 ·
1998 ·
2002 ·
2006 ·
2010 ·
2014 ·
2018 ·
2022 ·
2026